# Alpestre (Rio Grande do Sul)
Pour les articles homonymes, voir Alpestre.
Alpestre est une ville brésilienne du nord-ouest de l'État du Rio Grande do Sul.

## Géographie
Alpestre se situe à une latitude de 27° 14' 56" sud et à une longitude de 53° 02' 06" ouest, à une altitude de 467 mètres. Elle est séparée de l'État de Santa Catarina par le río Uruguai.
Sa population était de 8 972 habitants au recensement de 2007. La municipalité s'étend sur 329 km2.
Elle fait partie de la microrégion de Frederico Westphalen, dans la mésoregion du Nord-Ouest du Rio Grande do Sul.